# Roberto Cortés
Roberto Cortés (2 februari 1905 – 30 augustus 1975) was een Chileens voetballer, die zijn land vertegenwoordigde bij het WK voetbal 1930 in Uruguay.
Cortés speelde als doelman, en kwam vijf seizoenen uit voor Colo-Colo. Hij speelde negen interlands voor het Chileens voetbalelftal, waaronder drie op het allereerste wereldkampioenschap uit de geschiedenis. Daar was hij eerste keuze, vóór César Espinoza. Hij maakte tevens deel uit van de Chileense selectie die deelnam aan de Olympische Spelen 1928 in Amsterdam. Hij kwam daar niet in actie. Cortés overleed op 70-jarige leeftijd.